# Міжнародний конкурс імені Йоганна Себастьяна Баха
Міжнародний конкурс імені Йоганна Себастьяна Баха (нім. Internationaler Johann-Sebastian-Bach-Wettbewerb) — міжнародний конкурс виконавців академічної музики, що проходить в Лейпцигу на згадку про Й. С. Баха.
Конкурс був уперше проведений в 1950 році (на ньому другу премію взяв Олексій Горохов), з 1964 року проводиться кожні чотири роки, а з 1996 року — кожні два роки. Номінації конкурсу міняються: у різні роки проводилися конкурси серед піаністів, органістів, клавесиністів, вокалістів, віолончелістів і скрипалів, один раз (1984) у конкурсі брали участь флейтисти. Серед лауреатів конкурсу — радянські музиканти Олег Каган, Олександр Рудін та інші.

## Лауреати
| 1950 | Тетяна Ніколаєва (СРСР)                                           |
| 1964 | Ілзе Граубіня (СРСР)                                              |
| 1968 | Валерій Афанасьєв (СРСР) (третє місце — Євген Корольов)           |
| 1972 | Вінфрід Апель (НДР)                                               |
| 1976 | Михайло Дзига (СРСР)                                              |
| 1980 | Анаіт Нерсесян (СРСР)                                             |
| 1984 | Олександр Палєй (СРСР)                                            |
| 1988 | Геральд Фаут (НДР) (друге місце — Микола Луганський)              |
| 1992 | перша премія не присуджувалася (друге місце — Рагно Ширмер)       |
| 1996 | перша премія не присуджувалася                                    |
| 1998 | перша премія не присуджувалася (друге місце — знову Рагно Ширмер) |
| 2000 | номінація не представлена                                         |
| 2002 | Мартін Штадтфельд (Німеччина)                                     |
| 2004 | номінація не представлена                                         |
| 2006 | Ірина Захаренкова (Естонія)                                       |
| 2008 | номінація не представлена                                         |
| 2010 | Ілля Полєтаєв (Канада)                                            |

| 1950 | Амадеус Веберзінке та Карл Ріхтер (НДР) |
| 1964 | Петро Совадіна (Чехословаччина)         |
| 1968 | Хеннінг Вагнер (НДР)                    |
| 1972 | Херіберт Мецгер (Австрія)               |
| 1976 | Елізабет Ульман (Австрія)               |
| 1980 | Жужанна Елекеш (Угорщина)               |
| 1984 | Джон Гевін Скотт (Велика Британія)      |
| 1988 | Мартін Зандер (ФРН)                     |
| 1992 | перша премія не присуджувалася          |
| 1996 | перша премія не присуджувалася          |
| 1998 | номінація не представлена               |
| 2000 | Йоганнес Унгер (Німеччина)              |
| 2002 | номінація не представлена               |
| 2004 | Йорг Халубек (Німеччина)                |
| 2006 | номінація не представлена               |
| 2008 | Балінт Кароші (Угорщина — США)          |
| 2010 | номінація не представлена               |

| 1950 | перша премія не присуджувалася |
| 1964 | номінація не представлена      |
| 1968 | номінація не представлена      |
| 1972 | Ліонель Парті (Чилі)           |
| 1976 | номінація не представлена      |
| 1980 | номінація не представлена      |
| 1984 | номінація не представлена      |
| 1988 | номінація не представлена      |
| 1992 | перша премія не присуджувалася |
| 1996 | перша премія не присуджувалася |
| 1998 | номінація не представлена      |
| 2000 | перша премія не присуджувалася |
| 2002 | номінація не представлена      |
| 2004 | номінація не представлена      |
| 2006 | Франческо Корті (Італія)       |
| 2008 | номінація не представлена      |
| 2010 | Марія Успенська (Росія)        |

| 1950 | Ігор Безродний (СРСР)                        |
| 1964 | номінація не представлена                    |
| 1968 | Олег Каган (СРСР) (третє місце — Андраш Кіш) |
| 1972 | Володимир Іванов (СРСР)                      |
| 1976 | Нілла П'єр (Швеція)                          |
| 1980 | Міхаель Еркслебен (НДР)                      |
| 1984 | Олексій Кошванець (СРСР)                     |
| 1988 | Антьє Вайтхаас (НДР)                         |
| 1992 | Рейчел Бартон (США)                          |
| 1996 | перша премія не присуджувалася               |
| 1998 | номінація не представлена                    |
| 2000 | номінація не представлена                    |
| 2002 | перша премія не присуджувалася               |
| 2004 | номінація не представлена                    |
| 2006 | Ельфа Рун Крістінсдоттір (Ісландія)          |
| 2008 | номінація не представлена                    |
| 2010 | Євген Свиридов (Росія)                       |

| 1976 | Олександр Рудін (СРСР)        |
| 1980 | Керстін Фельц (НДР)           |
| 1984 | номінація не представлена     |
| 1988 | Марк Коппе (Франція)          |
| 1992 | номінація не представлена     |
| 1996 | номінація не представлена     |
| 1998 | Еміль Ровнер (Росія)          |
| 2000 | номінація не представлена     |
| 2002 | номінація не представлена     |
| 2004 | Олів'є Марроне (Франція)      |
| 2006 | номінація не представлена     |
| 2008 | Пилип Хайем (Велика Британія) |
| 2010 | номінація не представлена     |

| 1950 | перша премія не присуджувалася                                |
| 1964 | номінація не представлена                                     |
| 1968 | Хайді Бертольд-Рісс (НДР)                                     |
| 1972 | Розмарі Ланг (НДР)                                            |
| 1976 | Карола Носсек (НДР)                                           |
| 1980 | Ядвіга Раппе (Польща)                                         |
| 1984 | Ангела Лібольд (НДР)                                          |
| 1988 | перша премія не присуджувалася                                |
| 1992 | Богна Бартош (Польща)                                         |
| 1996 | перша премія не присуджувалася                                |
| 1998 | Асака Мотодзіма (Японія)                                      |
| 2000 | номінація не представлена                                     |
| 2002 | Франциска Готвальд (Німеччина)                                |
| 2004 | премія присуджена чоловікові (єдина номінація для вокалістів) |
| 2006 | номінація не представлена                                     |
| 2008 | Марія Фридерика Шедер (Німеччина)                             |
| 2010 | номінація не представлена                                     |

| 1950 | перша премія не присуджувалася                           |
| 1964 | Брюс Абель (США)                                         |
| 1968 | премія присуджена жінці (єдина номінація для вокалістів) |
| 1972 | Дітер Вайман (НДР)                                       |
| 1976 | Вальдемар Вільд (НДР)                                    |
| 1980 | Юкіо Іманака (Японія)                                    |
| 1984 | Егберт Юнгханс (НДР)                                     |
| 1988 | перша премія не присуджувалася                           |
| 1992 | перша премія не присуджувалася                           |
| 1996 | Крістоф Генц (Німеччина)                                 |
| 1998 | Ян Кобов (Німеччина)                                     |
| 2000 | номінація не представлена                                |
| 2002 | Домінік Вернер (Німеччина)                               |
| 2004 | Юліус Пфайфер (Німеччина)                                |
| 2006 | номінація не представлена                                |
| 2008 | премія присуджена жінці (єдина номінація для вокалістів) |
| 2010 | номінація не представлена                                |

| 1984 | Вольфганг Ріттер (ФРН) |